# Дей-стріт (Мангеттен)
Дей-стріт (англ. Albany Street) — коротка вулиця у Нижньому Мангеттені, в Нью-Йорку. Проходить повз західну частину Всесвітнього торгового центру та транспортного вузла Всесвітнього торгового центру. Проходить один квартал між Черч-стріт і Бродвеєм. Спочатку проходила до Вест-стріт, але наприкінці 1960-х років західну частину було знесено, щоб звільнити місце для Всесвітнього торгового центру. Зараз вона простягається до Грінвіч-стріт. Дей-стріт 15 – місце першого трансконтинентального телефонного дзвінка.

## Історія
Корабель «Тигр» використовував голландський капітан Адріан Блок під час своєї подорожі 1613 року для дослідження східного узбережжя Північної Америки та сучасної річки Гудзон. У листопаді сталася випадкова пожежа; «Тигр» швидко згорів до ватерлінії, а обгорілий корпус був викинутий на берег. У 1916 році робітники виявили ніс і кіль Тигру під час копання продовження бродвейської лінії BMT Нью-Йоркського метрополітену. Корабель було виявлено на глибині близько 6 метрів під вулицею біля перехрестя Грінвіч і Дей-стріт.
У 1625 році територія була частиною тридцяти трьох акрів, відведених для вирощування їжі для колонії Голландської Вест-Індської компанії.